# (10152) Ukichiro
(10152) Ukichiro est un astéroïde de la ceinture principale, nommé d'après le physicien japonais Ukichiro Nakaya.

## Description
(10152) Ukichiro est un astéroïde de la ceinture principale. Il fut découvert le 11 septembre 1994 à Kiyosato par Satoru Ōtomo. Il présente une orbite caractérisée par un demi-grand axe de 2,36 UA, une excentricité de 0,14 et une inclinaison de 6,5° par rapport à l'écliptique.

## Compléments